# Icon (Pleasure Beach, Blackpool)
Pour les articles homonymes, voir Icon.
Icon est un circuit de montagnes russes situé à Blackpool Pleasure Beach, à Blackpool, dans le Lancashire en Angleterre (Royaume-Uni).